# Roger Katan
Pour les articles homonymes, voir Katan.
Roger G. Katan est un architecte, urbaniste et sculpteur franco-américain né le 5 janvier 1931 à Berguent (aujourd’hui Aïn Bni Mathar), dans le Maroc Oriental. Au début des années 1960 aux États-Unis, il est l’un des initiateurs et praticiens de l’advocacy planning, qui prône la démocratie participative dans le domaine de l’aménagement urbain. Artiste cinétique, il fréquente et expose avec les figures montantes du post-modernisme. À partir de 1975, il s’investit dans l’action humanitaire et continue d’encourager la participation et l’autogestion des populations défavorisées. Sa pratique privilégie les méthodes de culture et de construction traditionnels et durables. Installé depuis 1999 à Sauve, dans le Gard, il s’est remis à la sculpture luminocinétique et travaille sur ses publications.

## Biographie
Formé à l’École nationale supérieure des beaux-arts de Paris, Roger Katan obtient une bourse pour un master au Massuchusetts Institute of Technology (MIT) de Boston (1960-1961) puis travaille pendant deux ans dans l'atelier de Louis Kahn à Philadelphie. De 1964 à 1975, il s’installe à New York, dans Spanish Harlem, et enseigne l’architecture et la planification urbaine participative au Pratt Institute et au City College of New York. Il participe alors au mouvement des droits civiques, à la lutte des étudiants pour une plus grande responsabilité sociale, et dès 1964 à la création de l’advocacy planning, prônant la participation des habitants et mettant son talent d’architecte au service des populations les plus démunies. Parallèlement, grâce à ses publications, il aide à propager le mouvement participatif à travers de multiples conférences dans plusieurs universités à travers les États-Unis, dont Yale, Harvard, MIT, Berkeley, Columbia, etc., ainsi qu’en Europe. Il y est notamment invité par les mouvements étudiants aspirant à des changements de société. Il obtient la nationalité américaine en 1968.
Parallèlement, entre 1963 et 1975, Roger Katan évolue à New York dans le monde de l’art. Il fréquente et expose avec la génération montante du post-modernisme. Il côtoie notamment Allan Kaprow, Roy Lichtenstein ou Robert Smithson. Le début des années 1960 voit l’émergence du Pop Art et la renaissance du mouvement cinétique, initié en Europe dans les années 1930. Dans son atelier, en recyclant des rebuts de la société de consommation comme les cartons à œufs et d’autres types d’emballages, il commence à élaborer des structures évoquant des cités abstraites. Il « éternise » ces matériaux en les imprégnant de résine, leur permet ainsi de capter et de renvoyer la lumière. Ces sculptures prennent en miniature l’apparence de villes et de villages imaginaires, dont certains font écho à l’enfance marocaine de l’artiste.
À partir de 1975, et jusqu’en 1999, il s’investit comme consultant dans des missions humanitaires, essentiellement en Afrique et en Amérique latine, pour le compte des Nations unies, de l’Union Européenne ou de la Coopération Française. Fidèle à ses principes d’advocate planner, il privilégie toujours l’intérêt des populations et l’autogestion. Il met en œuvre des programmes de relogement, de microcrédit, d’enseignement, etc. En agriculture comme en construction, il encourage l’emploi de méthodes et matériaux locaux traditionnels et durables.
Il travaille en Afrique de l’Ouest pour le Programme des Nations unies pour le développement (PNUD). Entre 1976 et 1978, il aide à la création d’un microcrédit à Ouagadougou, au Burkina Faso, devenu aujourd’hui le Réseau National des Caisses Populaires du Burkina. Il intervient dans le cadre d'un déplacement de populations au Mali en 1978 et à la création en 1979 d’un Centre de technologies appropriées (normalisation du bâtiment) à Bamako. Après 1980, son travail se concentre en Amérique centrale et en Amérique du Sud, à travers des contrats de courte durée avec l’Union Européenne, les Nations unies et diverses ONG, aidant des individus à retrouver leurs traditions à travers de petits projets productifs autogérés. Photographies et plans d'une maison modèle construite en terre pour un déplacement de populations au Mali ont été exposés en 1981 à Paris, au Centre Pompidou, dans le cadre de l’exposition organisée par Jean Dethier sur les « Architectures de terre ». En 1980, il conseille en Colombie la Coopération Hollandaise à conceptualiser un nouveau type d’éducation en milieu rural et en 1984, il construit la première École Nouvelle rurale (Escuela Nueva) pour le gouvernement colombien. Aujourd’hui, il en existe plus de 15 000 en milieu rural, et ce modèle a été exporté à travers toute l’Amérique latine.
Il publie deux livres en français. De quoi se mêlent les urbanistes?, paru chez Actes Sud en 1979 puis traduit en Italien. Le second, Bâtir ensemble, paru en 1988, énonce une méthodologie pour une pratique participative. Ce livre a obtenu une dotation de la Fondation Graham (en) à Chicago en 2010 pour sa traduction avec une mise à jour. Building Together est sorti aux États-Unis en 2014, chez New Village Press (en), augmenté de deux chapitres par Ronald Shiffman, fondateur en 1963 du Pratt Center for Community Development (en) et l’un des pionniers de l’Advocacy planning.
Depuis 1999, il vit à Sauve, dans le Gard, où il a participé, avec sa femme actuelle Julie, céramiste, et Aline Crumb (en), créatrice de BD, à monter une galerie d’art gérée par ces deux artistes, la Galerie VP. Il y a exposé ses premières œuvres cinétiques ainsi que de nouvelles, profitant des avancées techniques, notamment dans les domaines de la plasturgie, de la LED ou du sans-fil.

## Formation
Roger Katan fait ses études primaires à Berguent, village marocain frontalier de l’Algérie qui compte alors environ 800 habitants.
- 1943-1949: Études secondaires aux lycées de Meknès et d’Oujda. Remporte à 17 ans le concours organisé pour le nouveau logo du lycée d’Oujda et décide d’étudier l’architecture.
- 1951-1953: École supérieure des beaux-arts d'Alger en classe préparatoire.
- 1954-1957: École nationale supérieure des beaux-arts de Paris. Obtient son diplôme d'architecte DPLG. Voyage à travers France, travaille chez des architectes pour financer ses études et découvre chaque année deux ou trois pays d’Europe.
- 1957-1960: Service militaire à Paris, pendant la guerre d’Algérie. Fin 1960, il est lauréat de la Grunsfeld Fellowship, une bourse pour étudier un semestre au Massachusetts Institute of Technology (MIT), à Boston, et voyager aux États-Unis.
- 1961-1962: Obtient un Master en architecture et aménagement urbain (Architecture & Urban Design) du MIT de Boston sous la direction de Imre Halasz[7] et de Lawrence B. Anderson (en). Il voyage durant un semestre aux États-Unis, notamment pour visiter les œuvres de Frank Lloyd Wright.

## Architecte etadvocate planner(États-Unis, 1960-1976)
Dore Ashton écrit au sujet de Roger Katan dans son guide culturel de New York:

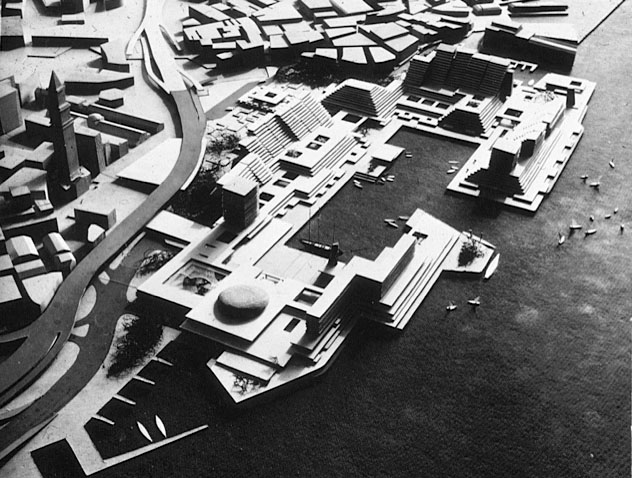
Roger Katan, proposition pour les quais de Boston (maquette), 1961. Premier prix du concours, ce travail a été exposé au Faneuil Hall.

« Les urbanistes citoyens [advocacy planners] comme Roger Katan son convaincus qu'un architecte ne peut jouer son rôle que s'il est préparé à se lancer dans des tâches jadis considérées comme extérieures à son domaine de compétence. Katan se situe aux antipodes de cette distance aristocratique affichée notamment par Richardson, dont les clients, toujours riches, buvaient les paroles. La clientèle de Katan est la communauté dans son ensemble, essentiellement les plus pauvres des ghettos de Harlem, avec qui il partage le travail d'urbaniste. [...] En les aidant à s'organiser et à formuler leurs besoins de façon cohérente, Katan réussit à élaborer des plans pertinents. Il souligne la nécessité d'apprendre les finesses de la bureaucratie municipale et de comprendre les enjeux politiques qui régissent la vie quotidienne. Petit à petit, au fil des années—il vit depuis environ sept ans à East Harlem, Katan a monté de nombreux projets de réhabilitation et de reconstruction dans son quartier. »
- 1955-1960 : Travaille pour plusieurs cabinets d'architecture en France et en Algérie, notamment sur les projets suivants:
  - Hôpital et mairie de Saint-Lô, dans la Manche,
  - Collège St Joseph, en Dordogne,
  - Concours de logements à Paris,
  - Etude pour 2 barrages sur le Rhin,
  - Base aérienne de l'Armée de l'air à Niamey, au Niger (logements, restaurant, amphithéâtre et hôpital),
  - Remporte un concours pour 3000 logements avec équipements collectifs et services de santé pour les bases américaines en France,
  - Etude pour 100 logements à loyer modéré à Bir Mourad Raïs (anciennement Birmandreis), dans la banlieue d'Alger,
  - Un magasin d'optique à Toulouse,
  - Une blanchisserie à Paris,
  - Villa Lehalle, au Paradou, Alger (1959),
  - Villa Huet, à Toulon,
  - Projet de résidence pour 2 familles à Toulouse[9].
- 1961: Premier prix du concours pour l'aménagement des quais de Boston durant son Master au MIT. Son travail est exposé au Faneuil Hall. Inspiré par Honfleur, où chaque maison possède une vue sur le port. Dans ce projet comprenant 2000 logements, les terrasses à degrés plantées de verdure offrait à chaque famille une vue sur le port. Chacune pouvait choisir sa surface et l'aménager selon ses moyens.
- 1961-1964 : Chez Louis Kahn à Philadelphie. Recommandé par Lawrence B. Anderson (en) du MIT, il travaille 2 ans à Philadelphie, chez Louis Kahn Architecte, et enseigne l’architecture une fois par semaine à New York, à l’Institut Pratt. Il assiste Louis Kahn lors de ses cours hebdomadaires auprès de doctorants de l'Université de Pennsylvanie. Participation ou responsabilité des projets suivants:
  - Salk Institute for Biological Studies, La Jolla, Californie,
  - Plan directeur pour Center City, à Philadelphie, et Dacca, au Bangladesh,
  - Palais présidentiel d'Islamabad, au Pakistan,
  - Science Research Building, University of Virginia,
  - Center for Performing Arts, Ft. Wayne, Indiana[9].
- 1964-1976 : Directeur de Environmental Ressource Associates (356 East 116th Street, East Harlem, New York, NY), l'un des premiers bureaux d'études solidaires (Community Design Center). Roger Katan s’installe dans ce quartier, pour aider à la conception d’un Centre de Loisirs et d’un projet pour retraités. Il met alors son talent d’architecte au service des populations les plus démunies. Il participe au mouvement des droits civiques, à la lutte des étudiants pour une plus grande responsabilité sociale, prônant la participation active des habitants.
- 1964-1968 : Brooklyn Bridge et East Harlem Triangle Gateways. Proposition à la ville de New York d’un système de “portes d’accès” des ponts et tunnels à l’entrée de l’ile de Manhattan. Analyse du mouvement des voitures pour mieux canaliser la circulation et offrir aux piétons de nouveaux espaces de loisir. Étude particulière du Pont de Brooklyn et des 3 Ponts d’East Harlem Triangle. Publication de 2 plaquettes de 32 et 38 pages financées par la Fondation Kaplan.
- Rénovation du Milbank : Étude d’un contre-plan des habitants à celui de la ville de New York. Publication d’une plaquette de 20 pages présentée à la ville.
- Rénovation de la 116e Rue : Étude du quartier financée par la ville de New York. (Publication d’une plaquette de 40 pages et présentée à la Mairie de New York.
- East Harlem Summer Festival: Financé par le Conseil des Arts de la Ville de New York et célébré chaque été, le but du projet était d’utiliser les loisirs pour activer la participation des habitants afin d’améliorer leur cadre de vie.
- Centre Multiservices à East Harlem : Après la programmation avec un groupe de représentants de diverses associations, contrat avec la ville de New York pour la création d’équipements de santé, d’éducation et de Loisirs avec bureaux pour la coordination des services sociaux de East Harlem.
- Corsi House : À la demande d’une association de quartier et financé par la ville de New York, étude d’un Centre de Loisirs et d’un projet pour retraités de 150 logements sur la 116e Rue à East Harlem.
- Rénovation de l’hôpital psychiatrique de Wards Island (4000 lits): Arrêt d’un plan de l’extension de 1000 lits par l’État de New York. Contre-proposition avec les élus de la communauté pour la décentralisation des services psychiatriques avec la construction alternative de petits centres à Harlem et East Harlem.

## Enseignement de l’architecture et de l’urbanisme (New York, 1964-1975)

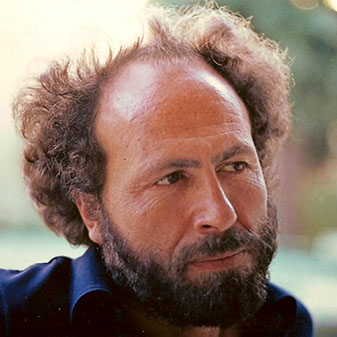
Roger Katan à New York vers 1967

- 1964-1974 : enseigne l’architecture à l’Institut Pratt et au City College of New York. Roger Katan encadre des étudiants de dernière année volontaires, qui se voient proposer un contact direct avec les populations concernées et travaillent comme assistants techniques auprès d’associations d’habitants depuis son bureau à East Harlem.
- 1968-1969 : professeur invité au Vassar College de Poughkeepsie, New York. Ouverture des étudiants en Science Politique aux problèmes urbains des États-Unis afin qu’ils s’impliquent auprès des décisionnaires dans la rénovation de leur ville[10].
- 1970-1971 : professeur invité au Hunter College (City University of New York). Katan fait participer les étudiants, dirigés par un groupe représentatif de cette communauté, à une enquête socio-économique et physique de tout East Harlem et de Wards Island.

## Contrat du Ministère du logement (France, 1976-1979)
- 1976-1979 : entre ses missions au Burkina, il travaille depuis Aix-en-Provence pour le Ministère de l’Environnement et du Cadre de Vie sur une analyse et une méthodologie sur la participation des habitants à leur cadre de vie basée sur sa propre expérience aux États-Unis. Cette étude engendrera deux livres: De quoi se mêlent les urbanistes? (1979) et Bâtir ensemble (1988). Pour la Direction de la Construction, au Ministère de l’Environnement et du Cadre de Vie, chargé d’enquêter sur la Consultation Nationale sur l’Habitat en France.

## Consultant en Afrique et en Amérique Latine (1976-1998)
- 1976-1978 : Burkina Faso, Afrique de l’Ouest, avec le PNUD (Programme des Nations unies pour le développement). Katan effectue 3 missions de 4 mois à Ouagadougou pour la création d’une Caisse Populaire de crédit et d’épargne. Initialement conçue comme un outil d’autogestion du quartier de Cissin (20 000 habitants) la Caisse est devenue aujourd’hui le Réseau National des Caisses Populaires du Burkina.
- 1977 : Mission au Bénin, Afrique de l’Ouest, avec le PNUD, du 2 au 23 nov.
- 1979-1980 : Mali, Afrique de l’Ouest, 2 missions pour le PNUD, de février 1979 à mars 1980.
- Mission de 12 mois pour la coordination d’un déplacement de populations de 15 villages dû à la construction du barrage hydroélectrique de Sélingué. Katan est interviewé sur le chantier du barrage par la jeune journaliste belge Christine Ockrent[11].
- Faisant suite à ce travail, il est envoyé au Mali pour une autre mission de 4 mois pour la création du Centre de Technologie Adaptée dans le domaine de l’habitat. Le but du Centre était de changer les normes de construction d’inspiration françaises et d’instaurer des normes de construction maliennes. La maison et l’antenne du PNUD, construites en terre au Mali, à Sélingué, pour coordonner le déplacement de populations a fait partie sous forme de plans et de photographies de l’exposition internationale sur les « Architectures de Terre » au Centre Pompidou à Paris en 1981. Katan a donné une conférence à cette occasion[4].
- 1980-1999 : Amérique Latine. Depuis la Colombie, effectue des missions courtes du Mexique au Chili pour des organismes Internationaux.
- 1981 : Organise un séminaire international à Bogota, en Colombie, sur les problèmes des bidonvilles dans le Tiers-Monde.
- Mission de trois mois pour la Coopération Technique Hollandaise. Analyse les raisons de la croissance des villages de trois régions du Chocó (Colombie, Côte Pacifique). La raison principale étant l’existence d’écoles inappropriées parce qu’urbaines. Katan y retourne en 1984, invité par le ministère de l'éducation, l’UNESCO et la CVC, pour concevoir une école pilote pour la Côte Pacifique, avec un programme de développement rural intégré dans le cadre de la ruralisation des écoles.
- 1982 : aide à organiser, pour le compte du Ministère des Relations Extérieures, le Séminaire Franco-Colombien sur l’habitat social à Bogota du 11 au 14 mai.
- 1982 : pour l’Agence de Coopération et Aménagement du 15 mai au 15 juillet, développe trois projets de coopération avec la Colombie.
- 1982 : construction d’une maison privée faite de matériaux locaux (adobe et paille), dans les Andes, à une heure de Bogota[4].
- 1983 : du 5 au 31 janvier, représente la France au sein d’une mission d’identification des projets, dans le Secteur Urbain de la Banque mondiale à Bogota.
- 1983-1984 : Katan effectue diverses missions pour le Ministère des Relations Extérieures et de la Coopération Technique à travers l’Agence de Coopération et Aménagement et le Programme interministériel de coopération REXCOOP pour apporter une assistance technique à l’ICT (Instituto de Crédito Territorial) au montage d’un projet de 3 600 maisons en bois en auto-construction à Tumaco, sur la Côte Pacifique. Subséquemment, chargé de l’organisation de la participation des bénéficiaires de la première phase (250 maisons) au niveau de la conception, de la construction et de la gestion du projet. En février-mars, il démarre avec ces mêmes habitants, pour la Coopération Française 3 coopératives pour l’épargne, le transport et les produits de consommation.
- 1984 : Contrat avec la BCH (Banco Central Hipotecario). Évaluation de l’impact social des projets d’habitat populaire à Cali et Carthagène, avec défini leurs besoins sur le type de formation professionnelle nécessaire pour la gestion de projets urbains similaires.
- 1985-1986 : Avec le maire et la municipalité de Tumaco, montage pour un cofinancement de trois projets: une coopérative autogérée d’habitat pour 200 familles en milieu semi-rural, une coopérative hôtelière intégrée à Bocagrande, près de Tumaco, sur la base d’énergies douces et de création d’emplois: élevage des bovins, digesteurs biogaz, jardin potager, éolienne, cabanons et restaurant coopératif) et une coopérative multiactive de la syndicale des cultivateurs de palme africaine.
- 1986 : Montage du projet d’auto-construction de la coopérative hôtelière à Tumaco-Bocagrande. Dessin conceptuel participatif et coordination de la construction grâce à l’aide de la Fondation interaméricaine, basée à Washington.

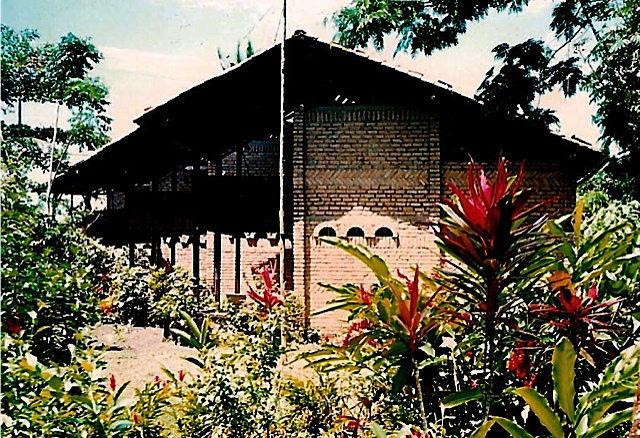
Roger Katan, hameau de cabanons écologiques à Bocana-Buenaventura, sur la côte pacifique en Colombie, 1991-1993.

- 1987-1989: Élaboration des plans et supervision de la construction du Centre international de recherches psychoclinique (600 M2). Matériaux traditionnels améliorés (bois, adobe et bambou) à Cali (Colombie). Financé par la Fondation Danielle Mitterrand. Construction d’une maison expérimentale à la Bocana (Buenaventura) et de 2 autres maisons privées en matériaux traditionnels améliorés à Cali (Colombie)[4].
- 1989-1993 : À Cali, de septembre 1989 à juin 1994, conseiller de diverses associations pour le développement, en particulier le CECAN et son école technique à Cali, pour le montage et fonctionnement d’ateliers (métal-mécanique, mécanique-auto, menuiseries, charpentes, etc.) destinés à la formation des jeunes de 16 à 24 ans issus des quartiers défavorisés de Cali. Montage d’un projet de formation dans le domaine de la construction et de la production de matériaux de construction avec la même organisation.
- 1989-1993 : Bocana-Buenaventura, sur la Côte Pacifique, montage d’une petite entreprise d’éléments de céramique pour la construction: tuiles, briques, carrelages, etc. Après seulement 6 mois, ce petit projet avec 2 employés a pu produire 32000 briques et 20000 tuiles cuites dans un four spécial alimenté au bois de récupération (rejeté par la mer). Construction de 2 bungalows en duplex en 1991-1992 et de 2 autres en juin 1993 avec ces mêmes matériaux[4].
- Octobre 1991 : À Popayán, pour la CEE, mission d’évaluation du projet urbain d’auto-construction de 600 maisons (après le séisme de 1987 à Popayán).
- Décembre 1991 : Projet Côte Pacifique pour la CEE, mission d’évaluation du programme “Petits Projets Productifs” et de ses nécessités en assistance technique.
- Été 1992 : Mission projet Côte Pacifique pour la CEE. Dans le cadre des “Petits Projets Productifs” du projet Côte Pacifique de l’Union Européenne, stage de formation de 12 personnes pour le montage de 5 briqueteries et tuileries artisanales.

## Publications

### Publications personnelles
- 1960 : Projet de coopérative médicale près de Bourg-la-Reine, Seine, France. École nationale des beaux-arts, Paris (mémoire). Voir traduction réalisée pour le MIT[12].
- 1962 : « Le Fondamentalisme dans l’œuvre de Louis Kahn », L'Architecture d'aujourd'hui, décembre 1962-janvier 1963, p. 1-40, avec Elleda Katan. Explore la philosophie de Louis Kahn en urbanisme et son concept du mouvement dans la ville.
- 1966 : « Minimum Standards vs. Minimum Decency », Architectural Record, janvier 1966, p. 168-69. Corsi House: centre de loisirs communautaire et immeuble de 150 logements pour le troisième âge.
- 1966 : « The Changing Job to be Done », Architectural Record, juillet, p. 235. Corsi House et le combat administratif avec la ville de New York.
- 1966 : « Architecture and the Kinetic Movement: The work of Roger Katan », Art Voices, été, p. 74-81.
- 1966 : « A Kinetic Museum », Architectural Record, décembre, p. 36, en collaboration avec l’artiste néo-zélandais Len Lye.
- 1967 : « Prefabrication: Mechanization and Self Expression », Arts Magazine (en), sep.-oct. 1967, p. 22.
- 1967 : « New Perspectives in Urban Planning », forum radiophonique avec Roger Katan, Robert Hadley et Marshall England, WEVD (New York), 26 octobre, 20h00[13].
- 1967 : « Lower Manhattan Plan for Urban Renewal », forum radiophonique avec Roger Katan, Judson Hand, Raymond Rubinow et Frank Arricale (City Relocation Commissioner), WEVD (New York), 28 décembre, 20h00[14].
- 1967 : Pueblos for El Barrio: On the Rejuvenation of an Old Public Housing Site, and Its Integration with the Adjoining Urban Fabric, New York: United Residents of Milbank-Frawley Circle - East Harlem Association, 21 décembre. Brochure de 20 pages tirée à 500 ex., financée par la Fondation Kaplan. Contre-proposition au plan officiel pour East Harlem.
- 1968 : « Critical Appraisal and Exhortation—from Two Laymen », avec le Pr. Reed Whittemore, dans Oliver Cope (éd.), Man, Mind, and Medicine; The Doctor’s Education: A Chairman’s View of the Swampscott Study on Behavioral Science in Medicine, 23 October-4 November 1966. Philadelphie et Toronto: J. B. Lippincott, 1968, p. 135-138.
- 1968 : Casper Citron Show (émission de radio). « L'architecte Roger Katan évoque le désintérêt pour la participation locale dans le réaménagement urbain. » WLOA-FM (Pittsburgh, PA), 31 janvier, 23h15[15].
- 1968 : « Compact Urban Gateway », The Architectural Forum, avril, p. 72-73. Contre-proposition critique au Lower Manhattan Plan proposé par la commission d'aménagement urbain de New York.
- 1968 : « Vox Populi: Many Voices from a Single Community », The Architectural Forum, mai, p. 58-63. Projet de rénovation du Milbank-Frawley Circle à New York City.

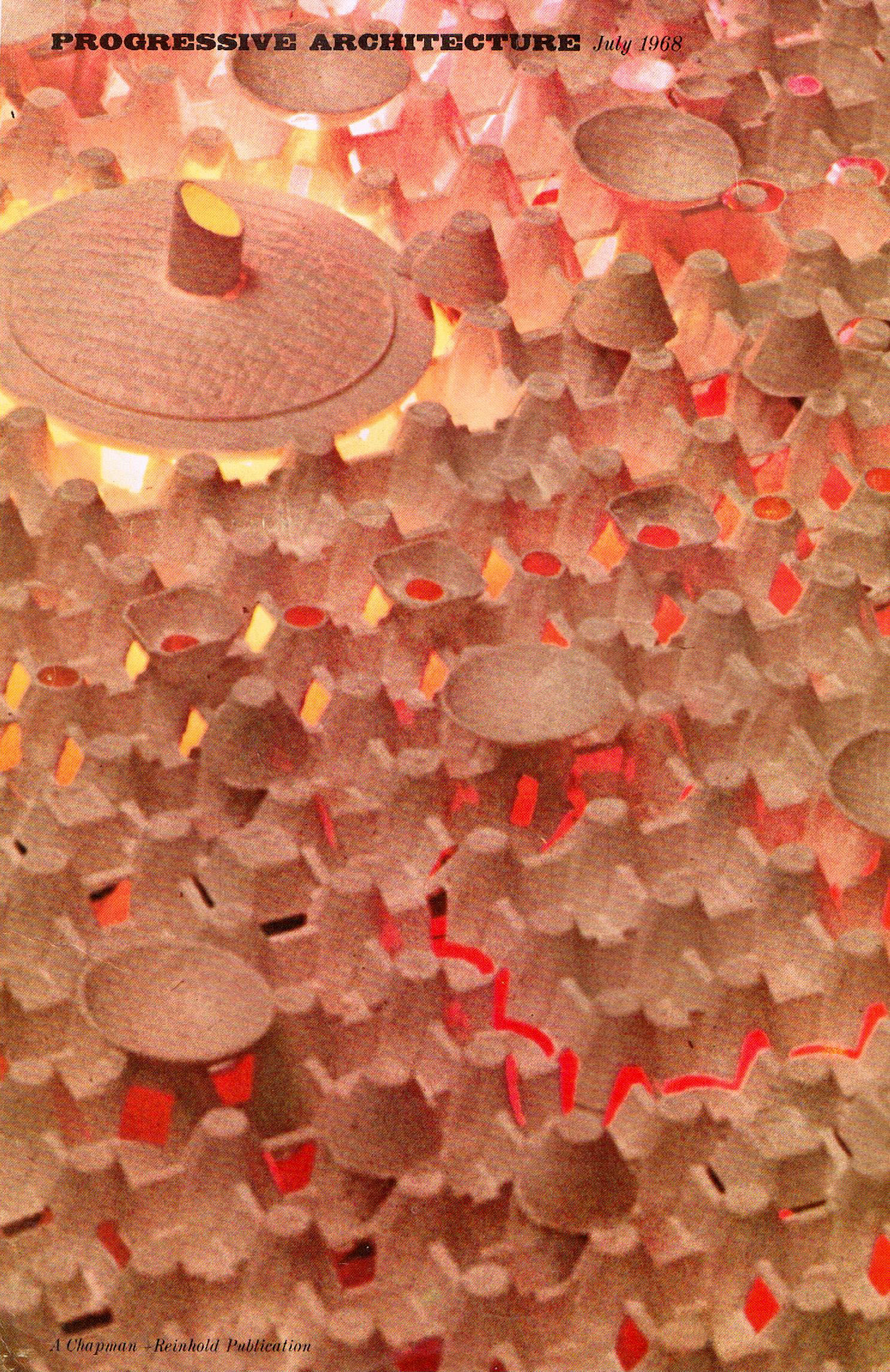
Progressive Architecture, July 1968. Couverture du magazine. Roselights for Whiteville (1966-67), par l'architecte Roger Katan, est une sculpture lumino-cinétique s'intègrant à une série de "mégaformes" pour un paysage urbain abstrait. Photo: Jon Naar.

- 1968 : Roselights for Whiteville (1966-67), sculpture luminocinétique de Roger Katan en couverture de Progressive Architecture, juillet. Numéro consacré aux mégastructures.
- 1968 : « Washington's Light-Hearted Park Places », Progressive Architecture, août, p. 144-145.
- 1968 : « ARCH: Black Advocates », Progressive Architecture, septembre, p. 107-111, à propos des projets de East Harlem.
- 1969 : Triboro Bridge Gateway, New York: Nabal Press, février. Brochure de 36 pages financée par ARCH. Proposition du plan d’aménagement d’un quartier reliant les 3 Ponts du East Harlem Triangle.
- 1969 : Brooklyn Bridge Gateway, New York: Nabal Press, mai. Brochure de 40 pages, tirée à 500 ex. et financée par la Fondation Kaplan sur le plan d’aménagement d’un quartier de New York et sur la simplification des nœuds routiers pour libérer des espaces piétons.
- 1969 : 116th Street Renewal Plan, New York, juin. Brochure de 38 pages, tirée à 500 ex., financée par la Fondation Kaplan sur la rénovation de la 116e rue dans East Harlem.
- 1969 : Coney Island 1970, New York. 58 pages sur une étude sociale économique et physique d’un quartier de New York.
- 1969 : Manhattan State Hospital Evaluation, Phase I (124 pages) et Phase II (84 pages), New York. Rapport sur la décentralisation d’un hôpital psychiatrique et d’un plan d’aménagement progressif pour le futur de Wards Island.
- 1969 : East Harlem Summer Festival, New York. Rapport de 20 pages financé par la Fondation Kaplan et la Graham Foundation sur le premier Festival d’été à East Harlem. Objectif: utiliser les loisirs pour stimuler la participation des habitants à l’amélioration de leur quartier.
- 1970 : Interview radiophonique de Doris Freedman (en), directrice des programmes culturels au service des affaires culturelles de la ville de New York. Voir "Radio: Today's Leading Events," The New York Times, Arts & Leisure, 12 jul.
- 1971 : « Rénovation de la 116e rue », une interview de Roger Katan par Denis Goldschmidt, L' Architecture d'aujourd'hui no 157, août, p. 82-83.
- 1972 : From World Fairs to Fair Cities 1976, New York. Brochure de 16 pages financée par la Fondation Kaplan décrivant la forme que devrait prendre la célébration du bicentenaire des États-Unis.
- 1972 : « Planning with People: Advocacy in East Harlem », Forum, vol. XXIII, no 4 (Amsterdam, Pays-Bas), juin. Numéro spécial de 40 pages préparé par Roger Katan sur son travail d’advocacy planning à East Harlem, préfacé par Françoise Choay.
- 1976 : Rapport de mission sur la création d'une caisse populaire d'épargne et de crédit localisée à Cissin (Ouagadougou), 1re mission de 4 mois. Ouagadougou, PNUD. Projet pour améliorer les conditions de vie et l'habitat de la population à faible revenu en Haute-Volta.
- 1977 : Rapport de mission sur la création d'une caisse populaire d'épargne et de crédit localisée à Cissin (Ouagadougou), 2e mission du 5 octobre 1976 au 20 janvier 1977, Ouagadougou, PNUD.
- 1977 : Bâtir la ville avec les usagers, Aix-en-Provence, Aménagement Méditerranée Documentation (AMEDOC). Rapport en 4 volumes pour la Direction de la Construction au ministère de l’Environnement et du Cadre de vie (560 pages)[16].
- 1978 : Rapport de mission sur la création d'une caisse populaire d'épargne et de crédit localisée à Cissin (Ouagadougou), 3e mission du 27 décembre 1977 au 1er mars 1978, Ouagadougou, PNUD.
- 1979 : De quoi se mêlent les urbanistes? Le Paradou: Actes Sud (108 pages).
- 1980 : « The Creation of the People's Bank in the Cissin District of Ouagadougou », African Environment, Environment Training Programme, International African Institute, p. 501-508.
- 1980 : « La création de la caisse populaire du quartier Cissin à Ouagadougou », Enfance-jeunesse dans les environnements soudano-sahéliens, Marie Hélène Mottin-Sylla (éd.), Dakar: ENDA, 1980, p. 511-518.
- 1982 : Che fanno gli urbanisti? Traduction italienne de Maria et Raffaele Licinio, Bari: Edizioni Dedalo (96 pages).
- 1982 : « Vers une architecture appropriée », Techniques et architecture no 345 (École nationale supérieure d'architecture de Grenoble), décembre 1982-janvier 1983, p. 67-73. Une expérience d'auto-construction en Colombie.
- 1984 : Projet Tumaco. Rapports de missions à Tumaco, sur la côte pacifique colombienne (1-9 juillet et 11-30 août 1983 / novembre -décembre 1983 / 17 février -27 mars 1984), Paris: Agence Coopération et Aménagement (ACA) (164 pages)[17].
- 1988 : Bâtir ensemble, Paris: Conseil international de la langue française avec la collaboration de l'Institut International d’Architecture Méditerranéenn (264 pages).
- 2014 : Building Together: Case Studies in Participatory Planning and Community Building, New York: New Village Press (en), 2014. Nouvelle édition anglaise actualisée et augmentée de Bâtir ensemble augmenté de deux chapitres par Ronald Shiffman et préfacé par Dore Ashton et Kenneth Reardon.
- 2016 : « Participative Mindscapes », Arts, Vol.5, no 1, mars 2016 (MDPI Open Access Journal).

### Publications sur son travail
- 1959 : Journal de la SADG, oct. Projet d’un centre international. La Société des architectes diplômés par le gouvernement (SADG) s’est rebaptisée Société française des architectes (SFA) en 1979.
- 1963 : Le Monde, mars, p. 4. Article concernant la publication avec Elleda Katan sur le travail de Louis Kahn aux États-Unis.
- 1965 : Brian O’Doherty (ed.), Art ’65: Lesser Known and Unknown Painters / Young American Sculpture - East to West / American Express Pavilion, New York World’s Fair, New York: Star Press, p. 114.
- 1966 : Charlotte Willard, « In the Galleries: Searcher for Truth », New York Post, 14 mai, p. 14.
- 1967 : Dan Graham, « Models and Monuments: The Plague of Architecture », Arts Magazine (en), mars 1967 (A Minimal Future?), p. 33.
- 1967 : « N.Y. Fair Features Art Show », Herald American (Syracuse, NY), 28 mai.
- 1967 : « Competitive Art Exhibition at State Fair; Total of $2,350 in Prizes Will Be Awarded », The Kingston Daily Freeman (New York), 29 mai, p. 12.
- 1967 : « Competitive Art Exhibit Due at Fair », Watertown Daily Times (Watertown, NY), 1er juin.
- 1967 : « Coup de poing dans Manhattan », L'Express no 835, juin p. 9. Sur son concept des portes urbaines dans Manhattan.
- 1967 : L’Architecture d’aujourd’hui, juin-juillet, p. 62-63. Sur une coopérative médicale et deux résidences à Toulouse.
- 1967 : « Le concept de portes pour les centres urbains », L’Architecture d’aujourd’hui, juin-juillet, p. 87. Le cas de New York.
- 1967 : Primera plana, no 210 à 222 (Buenos Aires, Argentine), p. 66.
- 1967 : « Modern Living: The Big Play in Paper, from Giraffes to Gazebos », Life Magazine, 3 novembre, p. 84-85 (photographie d'une sculpture p. 84).
- 1968 : El diario, La Prensa de NY, janvier (espagnol). La rénovation d’un quartier d’East Harlem. Projets de Roger Katan.
- 1968 : Il confronto, mars-avr., p. 38-41 (italien). Les directions futures de l’éducation en l’Architecture. Le concept de Roger Katan.
- 1968 : Dorothy Kalins Wise, « Dialogue with a Neighborhood », New York Magazine, 17 juin, p. 28-33[18].
- 1969 : « Students, the AIA and Dissent: A Preview of Chicago '69? », Inland Architect, vol.13, janvier, p. 28.
- 1969 : El diario,  La Prensa de NY, mars, p. 18 (espagnol). Les activités communautaires.
- 1969 : « Jefferson Street Alternative to Be Discussed », Poughkeepsie Journal (New York), 13 mars, p. 38.
- 1970 : Avant-Garde Magazine, juin, p. 34. Résumé d’un article décrivant la forme que devrait prendre la célébration du bicentenaire des États-Unis dans ce numéro du magazine qui lui est consacré.
- 1970 : « Plan Innovative Housing Unit for Elderly in East Harlem », Sunday News (New York), 23 août, p. M12.
- 1970 : Lotus p. 79-83 et 360-362 (italien). Revue annuelle internationale d’architecture et d’urbanisme – couvrant divers projets d’East Harlem, particulièrement le « Brooklyn Bridge Gateway », étude type des accès au pont de Brooklyn. Réduction de l’espace perdu par les nœuds routiers de plusieurs hectares d’accès au pont, en replaçant les voies mal distribuées par un système des voies superposées occupant moins d’un demi hectare, et contenant des services multifonctionnels (garage public, bureaux, recréation, commerces et terrasses). Étude financée par la Fondation privée Kaplan (New York).
- 1971 : « Planner, Architect to Lecture at AU », Wellsville Daily Reporter (New York), 18 février, p. 8.
- 1971 : « The Harlem of their Dream », Manhattan East, août, p. 1 et 8. À propos du East Harlem Summer Festival.
- 1971 : L’Architecture d’aujourd’hui, sep., p. 82-85. Interview et 3 projets pour East Harlem dans le cadre de l’advocacy planning.
- 1971 : L’Architecture d’aujourd’hui, nov., p. 32 et 37-38. 2 projets pour East Harlem.
- 1972 : Dore Ashton, New York: Architecture, Sculpture, Painting (dans la série World Cultural Guides), Londres: Thames and Hudson, p. 202-203 et 206.
- 1973 : « Operare dall'esterno... "il planning with people" », Parametro, no 18, juillet, p. 22-25.
- 1975 : Michael Hitzig, « At Intermedia: "Theater of Light" », Sunday Journal-News (New York), 4 mai, p. 1E.
- 1975 : Michael Hitzig, « Light Fantastic », Sunday Journal-News (New York), 26 octobre, p. 1S et 6S.
- 1976 : David Spengler, « The Ladies of Stone », The Record (Bergen County, NJ), 26 mars, p. B15.
- 1980 : Pierre Simonitsch, « Malis Aufbruch ins Industriezeitalter » (L'entrée du Mali dans l'ère industrielle), Tages Anzeiger (Zurich), 13 fév, et Frankfurter Rundschau, 20 fév.
- 1980 : Pierre-Yves Péchoux, « Mutation d'un urbaniste : Roger Katan, De quoi se mêlent les urbanistes ? » [compte rendu], Revue géographique des Pyrénées et du Sud-Ouest, Vol. 51, no 1, Bordeaux, 1980, pp. 85-86.

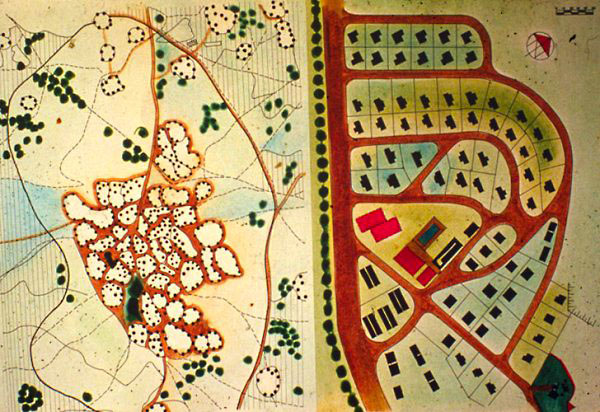
Comparaison de plans: à droite le village des ingénieurs et techniciens du barrage et à gauche un village traditionnel à la même échelle. Roger Katan: projet pour la réinstallation des populations déplacées par le barrage de Sélingué au Mali, 1979-1980.

- 1980 : « Utilisation de matériaux traditionnels: La maison de Sélingué », Habitat News vol. 2, no 2, United Nations Centre for Human Settlements, p. 34.
- 1981 : Jean Dethier (éd.), Des architectures de terre, ou, L'avenir d'une tradition millénaire (catalogue d'exposition, 28 octobre 1981 - 1er février 1982), Paris: Centre Georges Pompidou, Centre de création industrielle, p. 173-174.
- 1981 : Suomen Kuvahleti (Finlande), 14 août. Compte rendu de la conférence internationale sur le design et portraits de 3 designers: K. Vajas (Inde), Yuri Solovjev (Institut soviétique du design) et Roger Katan (France/USA).
- 1982 : Afrique-Asie (no 256-270), p. 51-52.
- 1982 : Richard Plunz, Habiter New York: la forme institutionnalisée de l'habitat new-yorkais, 1850-1950, Bruxelles: Pierre Mardaga Éditeur, p. 230.
- 1983 : L'Express, partie 1 (no 1643 à 1654), p. 82-83.
- 1983 : Yves Montenay, Le Socialisme contre le Tiers-Monde, Paris: Albin Michel, p. 154
- 1983 : Dan Bernfeld, Un nouvel enjeu, la participation: aspects du mouvement participatif en Afrique, en Asie, aux États-Unis d'Amérique et en Europe, Paris: Unesco, p. 63-64.
- 1984 : Alfred Mondjanagni, La Participation populaire au développement en Afrique noire / People's Participation in Development in Black Africa (bilingue), Paris: Éditions Karthala, p. 13/19.
- 1986 : Kaisa Broner, New York face à son patrimoine, Bruxelles: Pierre Mardaga Éditeur, p. 37.
- 1994 : Serge Theunynck, Économie de l'habitat et de la construction au Sahel, vol. 2, Paris: L’Harmattan, p. 454-55.
- 1995 : Robert A.M. Stern, Thomas Mellins & David Fishman, New York 1960: Architecture and Urbanism between the Second World War and the Bicentennial, New York: The Monacelli Press, p. 866, 869, 876 et 889-891.
- 2001 : Yvette Marin, Les Utopies de la ville (Les Cahiers du CREHU, no 10), Besançon: Presses universitaires franc-comtoises, p. 434.
- 2005 : Jean-Louis Violeau, Les Architectes et mai 68, Paris: Éditions Recherches, p. 220 et 226.
- 2009 : The Book of Genesis Illustrated by Robert Crumb, New York: W.W. Norton & Co., 2009, n.p. Dans son introduction, Robert Crumb fait référence aux connaissances de son ami Roger Katan sur les pratiques vestimentaires et architecturales traditionnelles au Proche-Orient.
- 2012 : François Charcellay, « Roger Katan retrouve à Sauve le soleil de son Maroc natal », Midi libre, 18 août, p.  3.
- 2012 : Laure Ducos, « De New York à Alès, Roger Katan reste allumé », Midi libre, 14 oct.
- 2014 : Julia Wesely, "Building Together", Environment & Urbanization (Londres, GB).
- 2014 : Edith Lefranc, « Exposition à Alès: découvrez les 23 talents de la Galerie 15 », Midi Libre, 11 déc.
- 2015 : Smitha Gopalakrishnan, "Book Review", The Cyberhood (Buffalo, NY), jan.-fév.
- 2015 : Sam Hall Kaplan, "Affordable Housing: the Hype and the Hope", Planetizen (Los Angeles, CA), 17 fév.
- 2015 : Sam Roberts, "Building New York's Future and its Past", The New York Times, 22 fév. 2015, p. MB3 (New York ed.).
- 2015 : Roberta Brandes Gratz, "Real Collaboration" (recension de Building Together), The Architect's Newspaper, no 3, 8 avr. 2015.
- 2016 : André Derudder, « Roger Katan et les Cynétiques exposés à Sauve », Midi Libre, 8 juin.
- 2016 : André Derudder, « Sauve : TJ Owen et Roger Katan exposent à la galerie Vidourle Prix », Midi Libre, 4 déc.
- 2016 : Manish Chalana & Jeffrey Hou (eds.), Messy Urbanism: Understanding the “Other” Cities of Asia, Honk Kong University Press, p. 6.

## Conférences
- Entre 1964 et 1974 : Invité par des universités américaines et des associations d’étudiants à donner de nombreuses conférences sous l’égide du United States Department of Housing and Urban Development (HUD), département du Logement et du Développement urbain du gouvernement fédéral américain, et du National Park Service.
- Participe à un séminaire organisé par le Ministère de la santé (état de New York).
- Séminaire organisé par la Carnegie Fondation sur l’étude du comportement (behavioral science).
- 1966 : Conférencier principal (NIAE) au Congrès de l’Institut national d’études architecturales à New York sur les avantages d’un programme d’échanges entre étudiants en fin d’année et groupes de quartier[19].
- 1967 : Convention Nationale des Architectes (AIA) à New York, le 15 mai. Conférencier principal, avec une bourse du National Institute for Architectural Education (NIAE), pour présenter des propositions sur le futur de la formation des architectes.
- Entre 1967 et 1978 : nombreuses conférences et séminaires sur l’advocacy planning données dans diverses universités américaines, Ann Arbor (Michigan), Berkeley (Californie), Harvard et MIT (Massachusetts), Universités de Pennsylvanie (Philadelphie), Yale (Connecticut), Princeton (New Jersey), Universités du Nebraska, North Dakota, Syracuse (New York), Carnegie Mellon (Pennsylvanie), Rensselaer Polytechnic Intitute (New York), Alfred University (New York), etc., et européennes à Delft et Amsterdam (Hollande), Vincennes, Aix-en-Provence et à l’École Nationale des Beaux-Arts à Paris.
- Depuis 1979 : participe occasionnellement à des colloques et donne des conférences, notamment:
- 1981 : « International Design Conference », Helsinki (Finlande) en août. Son intervention remarquée lui a vaut d'être repris dans la presse finlandaise.
- 1992 : « Case Studies from Developing Communities », avec Michael Cohen, conférence organisée par la Municipal Art Society de New York, le 21 juillet.

## Art cinétique
De 1963 à 1975, les œuvres de Roger Katan ont fait l’objet de nombreuses expositions, notamment au Finch College (en) Museum of Art (New York) et bien d’autres musées et galeries, ou à l’occasion de manifestations artistiques.
Wayne Anderson, historien et critique d’art du MIT, parle ainsi de son travail:
« À travers ses nouvelles expériences luminocinétiques, Roger Katan déploie son architecture vers des formes qui se projettent sur leur environnement […]. Selon une suite logique du rêve à la réalité, ses études d’objets omniprésents, répétitifs et manufacturés qu’il transforme en structures colorées, révélées par des lumières multicolores, tentent de produire des effets de formes et de couleurs à la mesure de la complexité naturelle avec laquelle nos sens réagissent. Chez Katan, l’art trouve idéalement sa place dans l’architecture, notamment l’architecture de la nuit. ».

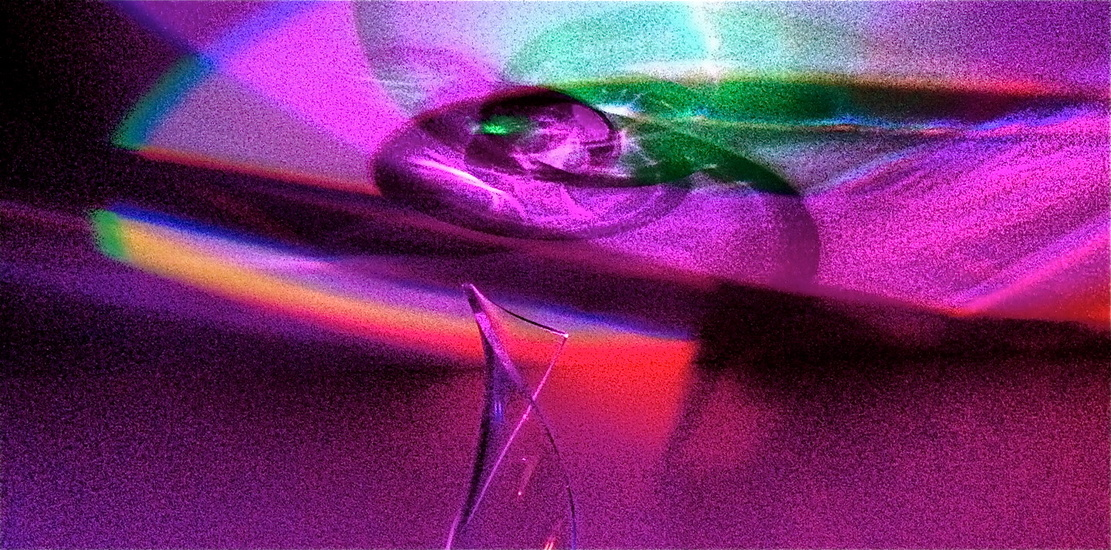
Roger Katan, sculpture lumino-cinétique, techniques mixtes, 2009-2013.

Depuis 1999, Roger Katan s’est remis à chercher de nouvelles formes d’expression cinétique grâce aux progrès des diodes électroluminescentes (ou LED) et à l’éventail de choix des matières plastiques créées par de nouvelles industries. Il recherche avec elles une finition parfaite tout en découvrant des trésors parmi leurs déchets. Son atelier est un laboratoire d’expérimentation d’objets et de déchets accumulés, assemblés, compressés, combinant des matières plastiques transparentes de couleurs et d’épaisseurs diverses, chauffées, modelées à la chaleur d’un four ou d’une bougie suivant l’épaisseur. La forme obtenue résulte d’une négociation entre la force de la matière et celle de l’artiste qui la façonne selon l’inspiration du moment. Traversés par la lumière et les couleurs, les éléments solides des compositions s’interpénètrent. Ces œuvres sont inspirées par la récente découverte des particules élémentaires du temps zéro des premiers instants de l’univers—une collision de l’infiniment petit avec l’infiniment grand… Les variations d’intensité lumineuse mettent en évidence et transforment la matière. Couleurs et formes se fondent, alternativement associées et dissociées, et l’œil de chaque spectateur crée le reste. Comme en architecture, où il a toujours promu la participation des usagers à leur cadre bâti, Katan incite les spectateurs de ses œuvres cinétiques à découvrir et pénétrer dans de nouveaux espaces. Munis d’une télécommande, ils plongent au gré des rythmes dans un univers de variations et de fondus multicolores, un imaginaire qui peut évoquer le début de la création du monde, la magie des fonds des mers du sud, la fascinante immatérialité des aurores boréales ou l’infini sidéral.

### Sélection d’expositions
- 1963 : Osgood Gallery, New York. Collages et mécanographes.
- 1964 : Print Club, Philadelphie. Mécanographes (impressions sur machine à tirer les plans).
- 1965 : « Art ’65 », Foire internationale de New York, Pavillon de l’American Express, du 21 avril au 17 octobre 1965. Constructions cinétiques. Exposition collective avec une quarantaine d’autres jeunes sculpteurs parmi lesquels Peter Hutchinson, Ed Ruda, Robert Ryman, Robert Smithson, etc.
- 1965 : « The Visual Aesthetic of the Architect », exposition personnelle du 1er au 30 juin à la New School for Social Research, New York.
- 1966 : Pratt Institute, Brooklyn, New York. Mécanographes et structures cinétiques.
- 1966 : « Light-Motion Environments », expo personnelle, The New School Associates, New York, du 2 mai au 31 juillet 1966.
- 1967 : « Lights in Orbit », Howard Wise Gallery (galerie d’arts cinétiques), du 4 février au 4 mars. L’exposition a ensuite voyagé sous le titre « Light/Motion/Space » au Walker Art Center de Minneapolis du 8 avr. au 21 mai 1967, au Milwaukee Art Center du 24 juin au 30 juillet 1967, puis à la Waddell Gallery de New York au profit de la défense de l’égalité raciale. Voir catalogue Light/Motion/Space, Howard Wise et Robert M. Murdoch (éds.), essai de Willoughby Sharp, Minneapolis, MN: Walker Art Center, 1967, 36p.
- 1967 : « Sculpture Architecture, Architecture Sculpture », The Visual Arts Gallery, 209 E 23rd St., 10 février - 3 mars. Exposition collective avec Peter Agostini, Ronald Bladen, Ulrich Franzen, Charles Gwathmey, Philip Johnson, Louis Kahn, Robert Murray, George Rickey, Paul Rudolph, David von Schlegell, Robert Smithson, and Villamil-Matsuzuki[22].
- 1967 : « The Visionaries », East Hampton Gallery, 22 W 56e rue, New York, du 21 mars au 8 avril. Exposition collective de cinétiques.
- 1967 : « Art Today », Foire de l’état de New York, du 29 août au 4 septembre 1967 à Syracuse, organisée en coopération avec le New York State Council of the Arts. Sélection de 25 participants, parmi lesquels Josef Albers, Richard Anuszkiewicz, Ben Cunningham, Jim Dine, Eva Hesse, Red Grooms, Richard Hogle, Joseph Levy, Roy Lichtenstein, Marisol, Claes Oldenburg, Gerard Oster, Leo Rabkin, Robert Rauschenberg, Earl Reiback, George Segal, Tadaski, John van Saun, Andy Warhol, Tom Wesselman[23].
- 1973 : Syracuse Museum, à Syracuse (New York). Expo collective de cinétiques.
- 1974 : Howard Wise Kinetic Arts Gallery, New York. Exposition de 8 artistes invités, chacun avec une œuvre, dont Alexander Calder, Jean Tinguely, Len Lye, Louise Nevelson, Gerald Auster. Présentée à cette exposition, Roselights for Whiteville avait fait la couverture de Progressive Architecture en juillet 1968.
- 1975 : « Architectures and Sculpture », School of Visual Arts de New York. Exposition personnelle de cinétiques et projets d’architecture.
- Depuis 1999 : expose régulièrement en France.
- 2012 : « Robert Crumb, Sophie et Aline Crumb, Jacques Massé, Roger Katan et les artistes permanents », Galerie VP (anciennement Galerie Vidourle Prix), 1er mai - 29 sep.
- 2014 : Exposition collective « L’art de la lumière et des formes », Galerie 15, Alès (Gard), déc. 2014 - jan. 2015.
- 2015 : Sphère spatiale (Kinetic Planet Alpha), installation permanente sur un plan d'eau aux pieds des remparts de Sauve (jan.-fév.).
- 2016 : Roger Katan & TJ Owens. Galerie VP, 1er déc. 2016 - 18 fév. 2017.